# Distretto di Kantharawichai
Il distretto di Kantharawichai (in thailandese: กันทรวิชัย) è un distretto (amphoe) della Thailandia, situato nella provincia di Maha Sarakham.